# Jacob Greene
Jacob Greene (Crofton, 2003. március 23. –) amerikai korosztályos válogatott labdarúgó, a DC United hátvédje.

## Pályafutása

### Klubcsapatokban
Greene a Maryland állambeli Crofton városában született. Az ifjúsági pályafutását a DC United akadémiájánál kezdte.
2019-ben mutatkozott be a DC United tartalék, majd 2022-ben az észak-amerikai első osztályban szereplő felnőtt keretében. Először a 2023. március 19-ei, New York City ellen 3–2-re elvesztett mérkőzés félidejében, Ruan cseréjeként lépett pályára. Első gólját 2023. április 30-án, a Charlotte ellen 3–0-ás győzelemmel zárult találkozón szerezte meg.

### A válogatottban
Greene 2021-ben, két mérkőzés erejéig tagja volt az amerikai U20-as válogatottnak.

## Statisztikák
2023. június 11. szerint
| Klub      | Szezon   | Osztály  | Bajnokság | Bajnokság | Kupa  | Kupa | Nemzetközi | Nemzetközi | Összesen | Összesen |
| Klub      | Szezon   | Osztály  | Meccs     | Gól       | Meccs | Gól  | Meccs      | Gól        | Meccs    | Gól      |
| --------- | -------- | -------- | --------- | --------- | ----- | ---- | ---------- | ---------- | -------- | -------- |
| DC United | 2022     | MLS      | 0         | 0         | 1     | 0    | —          | —          | 1        | 0        |
| DC United | 2023     | MLS      | 11        | 1         | 2     | 0    | —          | —          | 13       | 1        |
| Összesen  | Összesen | Összesen | 11        | 1         | 3     | 0    | 0          | 0          | 14       | 1        |